# パベル・スロジル
パベル・スロジル（Pavel Slozil, 1955年12月29日 - ）は、チェコスロバキア（現チェコ）・オパヴァ出身の元男子プロテニス選手。現役選手時代はシングルスよりもダブルスに優れ、ATPツアーでシングルス2勝、ダブルス30勝を挙げた。自己最高ランキングはシングルス12位、ダブルス4位。ダブルスでは、チェコのトマシュ・スミッドなどと組んで多くの好成績を出したが、シングルスでは1982年全仏オープンの3回戦進出が最高成績だった。

## 経歴
1986年、母国チェコのプラハにて行われた大会の席で、当時スターダムにのし上がりつつあったシュテフィ・グラフの父親、ペーター・グラフと出会ったことが、彼の名前を大きく世間に知らしめることとなる。ペーターは彼に対し「私の娘はあと2年で、世界一になります」という冗談とも本気ともつかない内容で、彼に娘のコーチ就任を打診した。ペーターはスロジルに対し、良い意味でのヨーロッパらしい職人気質の忠誠さを持っていると見込んでいた。この話はスロジルにとっても、選手としての力量に陰りが見えてきた中で“渡りに船”となりそうなものであったが、2つの難点が浮上した。
1つは彼自身が妻子持ちであり、グラフと共にツアーに同伴するにあたって、長期間に渡って家族を置いていくことは難しいという意見が多数を占めていたこと。2つ目は「共産主義国家であるチェコスロバキアの選手が、西側の選手に長期間指導をするということについての政治的な是非」である。このうち、2つ目の難点については、グラフの所属するテニスクラブ「ロートヴァイス・ベルリン」とチェコスロバキア政府の代理人「プラハ・スポーツ」が協議し、「個人的な契約」というよりは「国家による派遣」という意味合いの決着をみた。
そのような紆余曲折を経て、スロジルは1987年からグラフのコーチに就任した。ここから、グラフは世界チャンピオンの座へと駆け上がる1年を始め、同年8月16日に世界ランキング1位の座を獲得する。翌1988年には19歳で女子テニス史上3人目の「年間グランドスラム」を達成する。その他数々の記録を打ち立て、スロジルもそれを支え続けた。
しかし1990年になると、モニカ・セレシュの台頭、ガブリエラ・サバティーニの充実とグラフの身の回りで起こった各種のスキャンダルの結果、この2人の師弟関係も隙間風が吹き始めた。1991年3月11日、セレシュはそれまで「186週間」ランキング1位の座にいたグラフに代わって女王の座に就き、スランプに陥ったグラフを尻目に、女王の座を固めつつあった。この結果、ペーター・グラフは1991年いっぱいでスロジルのコーチ解任を決定する。スロジルはしばらくプロのツアーから離れることになった。
その後、スロジルはジェニファー・カプリアティ、アンナ・クルニコワのコーチを務めたこともある。